# オオカサマイマイ
オオカサマイマイ Videnoida horiomphala は、カタツムリの1種。平らな傘状の殻を持ち、沖縄本島近辺に分布する。

## 特徴
殻は半透明がかった黄褐色をしており質は薄く、中央が高く盛りあがらないので横から見るとごく薄いレンズ状をしている。殻の高さは5-7mmしかないが、殻径は17-25mmあり、比較的大きなカタツムリである。螺層は6.5捲き、殻の縁は鋭い稜になっている。臍孔は大きくて浅く、その縁は角張る。生きているときは半透明の殻を通して軟体部の斑模様が透けて見える。

## 分布と生息環境
北では鹿児島県の薩摩半島、奄美大島、徳之島、それに沖縄本島と近辺の久米島、平安座島、宮城島、伊平屋島、伊是名島に分布する。トカラ列島、屋久島、種子島では報告がない。
森林内で朽ち木に付着している状態で発見されることが多い。

## 分類
カサマイマイ科はインドから中国までの東南アジア、フィリピン、メラネシア、ポリネシアの一部にかけて9属ほどがあり、日本には本種を含むカサマイマイ属の3種がある。
日本には本種の他に以下の2種がある。
- Videnoida　カサマイマイ属
  - V. guldiana　タカカサマイマイ
  - V. carthcartae　ツヤカサマイマイ

タカカサマイマイは本種より小柄で殻は高く盛りあがり、屋久島、種子島から中之島、口之島、口之永良部島、奄美大島まで分布する。ツヤカサマイマイは殻底につやがあり、臍孔の縁が角張らないもので、石垣島、西表島と与那国島に産する。なお、この種のタイプ産地は宮古島だが、現在は見られないとのこと。